# (4437) Yaroshenko
(4437) Yaroshenko es un asteroide perteneciente al cinturón de asteroides, descubierto el 10 de abril de 1983 por la astrónoma soviética Liudmila Chernyj desde el Observatorio Astrofísico de Crimea.

## Designación y nombre
Designado provisionalmente como  1983 GA2. Fue nombrado Yaroshenko en honor al pintor ruso Nikolái Aleksándrovich Yaroshenko.